# Talzzi nyelv
A talzzi nyelv (angolul: Talz language) a Csillagok háborúja elképzelt univerzumának egyik kétlábú, értelmes faja által beszélt nyelv.

## Tudnivalók
A talzzi nyelv az Alzoc III-an és az Orto Plutonián élő talzok anyanyelve. Ez a nyelv magas csiripelésekből és mély morrogó hangokból tevődik össze.
Mivel torkuk és szájszervük különleges, a talzok az anyanyelvükön kívül nemigen tudnak beszélni más nyelven. A legtöbb talz azt sem tudja, hogy mi a galaktikus közös nyelv. Mivel a talz területeken kívül nemigen ismert a talzzi nyelv, a protokoll droidok sem beszélik jól. De azért be lehet programozni őket, hogy fordítsanak.

## Ismert talzzi szavak és jelentéseik
- P'zil = „otthon”
- Snoigit = „egy szitok forma”
- Ka = „mi”
- Pooka = „van”
- Ping = „visszatértünk”
- Cheekee = „ígértük”
- Ba = „amint”
- Wa = „háború”
- Kee = „ahogyan”
- Chee = „van”
- Muhzmarcha = „béke”
- Lokip = „háború”

## Nem talzok, akik talzzi nyelven beszélnek
- C-3PO
- Palpatine
- Shaak Ti
- Wioslea

## Megjelenése a filmekben
A „Star Wars: A klónok háborúja” című televíziós sorozat első évadának a 15. részében, melynek címe „Betolakodók” (Trespass), többször is hallható a talzzi nyelv.

## Fordítás
- Ez a szócikk részben vagy egészben a Talz language című Wookieepedia-szócikk fordítása. Az eredeti cikk szerkesztőit annak laptörténete sorolja fel.